# Oligoaeschna niisatoi
Oligoaeschna niisatoi är en trollsländeart som beskrevs av Karube 1998. Oligoaeschna niisatoi ingår i släktet Oligoaeschna och familjen mosaiktrollsländor. Inga underarter finns listade i Catalogue of Life.